# 岩崎恭子
岩崎 恭子（いわさき きょうこ、1978年（昭和53年）7月21日 - ）は、静岡県沼津市出身の日本の元競泳選手、指導者。専門種目は平泳ぎ。スポーツコメンテーター、日本オリンピック委員会事業・広報専門委員、日本水泳連盟競泳委員・基礎水泳指導員（水泳インストラクター）。
1992年バルセロナオリンピック200m平泳ぎ金メダリスト。競泳競技の最年少金メダル獲得記録保持者（14歳6日）である。

## 競技経歴
沼津市立第五中学校から日本大学三島高等学校を経て日本大学文理学部心理学科を卒業する。3姉妹の次女。3歳上の長姉が水泳をしていた影響で、岩崎も5歳から地元のスイミングスクールで水泳を習い始める。
姉も高校1年次（1991年）にインターハイ女子100m・200m平泳ぎで2冠を達成した五輪候補選手だったが、岩崎も1990年（小学6年次）に100m平泳ぎで1分12秒79の短水路学童日本記録を樹立、1991年（中学1年次）に全国中学校水泳競技大会女子100m・200m平泳ぎで2冠を達成し（200mは2分31秒08で当時の大会新記録）、同年の日本選手権200m平泳ぎでも4位に食い込むなど、一気に頭角を現す。
1992年バルセロナオリンピックの出場選手選考会を兼ねた同年4月の日本選手権女子100m・200m平泳ぎの両種目では、姉を破ってともに2位に入り、五輪出場権を獲得する。

### バルセロナオリンピック
競泳女子平泳ぎ種目では、日本選手権の100ｍと200mを共に制した粕谷恭子が期待の星であり、大会前の同種目世界ランキングで14位に過ぎなかった岩崎は「日本選手最年少」という点以外では全く注目されていない状況だった。本人も大会前に「決勝に残れればいい方だと思います。」とテレビで語っている。
女子200m平泳ぎでは、予選で自己記録を3秒30、長崎宏子の持つ日本記録（2分29秒91）を2秒以上更新する2分27秒78の日本新記録を出し、当時の世界記録保持者で優勝候補のアニタ・ノール（アメリカ）に次ぐ全体2位で決勝に進出する。決勝では、ゴール寸前でノールを逆転し2分26秒65（当時の五輪新記録&自己の生涯ベスト記録）で金メダルを獲得。
競泳女子200m平泳ぎでの金メダルは、1936年ベルリンオリンピックの前畑秀子以来、日本人として56年ぶり史上2人目の快挙達成だった。日本女子選手で競泳種目の五輪金メダリストは、1972年ミュンヘンオリンピックの100mバタフライの青木まゆみ以来20年ぶり3人目である。競泳では史上最年少（14歳6日）の金メダル獲得（2019年8月現在も競泳最年少記録）で、2020年東京オリンピックスケートボード女子ストリートで西矢椛が金メダルを獲得するまで、日本選手として五輪メダル獲得の最年少記録でもあった。
金メダルを獲得したレース直後のインタビューでは「今まで生きてた中で、一番幸せです。」と語り、話題となった。ノールとは持ちタイムが5秒73も離れていたため、本人もまさか自分が金メダルが取れるとは夢にも思わなかった。
その他出場種目では、4x100mメドレーリレーで7位、100m平泳ぎでは13位であった。
なお、金メダル獲得に伴い、日本オリンピック委員会（JOC）から支払われた報奨金（300万円）について、国税庁から一時所得に当たるとして、9万円が課税されたため、物議となり、国会でも取り上げられる事態になった。これを受けて、1994年に租税特別措置法が改正され、JOCから交付される金品で財務大臣が指定するものについては所得税を課さないことが明記されることになった。

### バルセロナオリンピック後
バルセロナ五輪で金メダルを獲得以後は日本全国から注目されたが、ストーカー紛いの行為や嫌がらせ電話など被害も受け、五輪後に姉が不振に陥り競泳を辞めたことで「金メダルなんて取らなければ良かった」「練習せず結果が出なければ注目されずに済むだろう」などと思い悩むも、姉は「恭子のせいじゃないよ」と庇った。
これら諸問題によりモチベーション低下に悩み一時不振に陥るが、1996年アトランタオリンピックの代表選考会を兼ねた同年の日本選手権女子100m平泳ぎで田中雅美に次ぐ2位に入り、五輪出場権を獲得する。五輪本番は、200m平泳ぎで10位、100m平泳ぎは予選落ちの結果で、五輪2大会連続のメダル獲得は叶わなかった。
1998年に伝染性膿痂疹を発症した影響および闘争心の喪失を実感し、9月の日本学生選手権水泳競技大会を最後に引退する。その後、テレビなどで競泳のコメンテーターとして活動する。
2002年にアメリカ合衆国のミッションビエホへ、海外指導者研究生として留学する。
2010年にシンガポールで開催された第1回ユースオリンピックで、競泳日本代表コーチを務める。
2014年6月6日に日本マスターズ水泳協会理事に選出される。

## 人物
1992年第43回NHK紅白歌合戦で、光GENJI『リラの咲くころバルセロナへ』の曲紹介でゲスト出演した。光GENJIの諸星和己は、沼津市に隣接する富士市出身である。
2000年シドニーオリンピック400mメドレーリレー銅メダリストの田中雅美は1979年1月生まれの同学年で、平泳ぎ種目のライバルながら現役時代から大変親しく、テレビでもしばしば岩崎と共演するなど親交が続いている。
2004年に出身地である沼津市の観光PR隊「燦々ぬまづ大使」（14期生）に任命される。
2005年1月に写真集を発売し、2月に日本赤十字社の幼児安全法支援員並びに日本水泳連盟の基礎水泳指導員を取得する。
2009年4月に元ラグビー日本代表の斉藤祐也と結婚する。
2010年11月1日にブログ「ことばのしずく」で「第一子妊娠」を報告し、2011年3月28日に長女を出産する。
2018年4月10日に、ふじのくに観光大使となる。
2018年11月5日に、以前から別居して離婚協議中の斉藤祐也と11月3日に離婚したことをブログで発表する。同時に離婚協議中に別の男性と交際していたとする週刊誌SmartFLASHの不倫報道について事実であると謝罪した。その男性とも報道がきっかけで付き合いを絶つ。不倫報道について取材を受けた斉藤は「親しい男性がいることは知らなかった。別居しているため仕方がない。」と話した。

## 出演
- 岩崎恭子の素敵な海外ビーチリゾート（旅チャンネル）
- 岩崎恭子 街道てくてく旅 (BShi)

### 不定期
- 炎の体育会TV（TBSテレビ）
- 伝えてピカッチ（NHK）
- くりぃむクイズ ミラクル9（テレビ朝日）

### その他
- 伊藤聡子のグレースナイト（2009年5月13日・5月20日、ラジオ日本） - ゲスト
- 爆笑問題の日曜サンデー（2021年8月8日、TBSラジオ） - ゲスト
- 黒の女教師（TBSテレビ） ※水泳シーンの指導
- BOAT RACEライブ 〜勝利へのターン〜（2014年8月9日、2015年2月22日、BSフジ） - ゲスト 1勝/2
- しくじり先生 俺みたいになるな!!（2014年10月16日、テレビ朝日） - 生徒
- ごきげんライフスタイル よ〜いドン!（2014年11月12日、関西テレビ）
- ライオンのごきげんよう（2015年1月27日、フジテレビ）
- ビックラコイタ箱（2015年2月3日・10日、中京テレビ）
- クイズ・ドレミファドン! 1万人が選んだこの春に聴きたい最強ヒット曲ベスト300!（2015年3月24日、フジテレビ）
- 開運!なんでも鑑定団（2015年3月31日、テレビ東京）
- すぽると!GOLD（2015年4月19日、フジテレビ）
- くりぃむVS林修!クイズサバイバー（2015年5月13日、テレビ朝日）
- カウントダウンTOKYO（2015年5月23日、TOKYO MX）
- S☆1（2015年5月23日、TBSテレビ）
- 池上彰の発掘！静岡のチカラ Part7（2017年10月23日、静岡朝日テレビ）

## 記録
| 距離       | タイム  | 大会名                       | 備考             |
| ---------- | ------- | ---------------------------- | ---------------- |
| 平泳ぎ200m | 2:26.65 | 1992年バルセロナオリンピック | 五輪記録（当時） |

## 書籍
写真集
- 『METAMORPHOSES』- 岩崎恭子写真集（2005年、ぶんか社、撮影：M.S.Park、Paul Shida、井口進）ISBN 978-4821126453

DVD
- 『oro』（2005年1月28日、ぶんか社）

著書
- 「岩崎恭子のゆっくりきれいに平泳ぎ」（2005年、学研）ISBN 4-05-402596-X
- 「はじめての着衣泳教室: 海水浴、川遊び、プール、豪雨、津波など 水の事故から命を守る」 (2023年、誠文堂新光社) ISBN 978-4416623671